# Serviteurs de la charité
Les Serviteurs de la charité (en latin Congregatio Servorum a Charitate) est une congrégation cléricale de droit pontifical.

## Historique
En 1886, Don Louis Guanella (1842-1915) ouvre une maison de la Providence pour donner assistance aux nécessiteux. Initialement, l'œuvre est gérée par les Filles de Sainte Marie de la Divine Providence. Le 13 juin 1888, Giovanni Calvi devient le premier postulant bientôt suivi par d'autres.
Le 24 mars 1908, sur recommandation de la congrégation romaine des évêques et des réguliers, Guanella, ainsi que onze compagnons, prononcent des vœux religieux donnant officiellement naissance à l'institut.
La congrégation reçoit du pape le décret de louange le 15 août 1912 et ses constitutions sont définitivement approuvées par le Saint-Siège le 16 juillet 1935.
Le fondateur est béatifié par le pape Paul VI le 25 octobre 1964 et canonisé par le pape Benoît XVI le 23 octobre 2011.

## Activités et diffusion
Les Guanelliens sont dédiés à toutes les œuvres de charité, en particulier en faveur des handicapés mentaux, des personnes âgées et des enfants.
Ils sont présents en :
- Europe : Italie, Espagne, Pologne, Suisse.
- Amérique : Argentine, Brésil, Chili, Colombie, États-Unis, Guatemala, Mexique, Paraguay.
- Asie : Inde, Israël, Philippines, Vietnam.
- Afrique : République démocratique du Congo, Ghana, Nigeria.
- Océanie : Îles Salomon.

La maison généralice est à Rome.
Au 31 décembre 2005, la congrégation comptait 76 maisons et 494 religieux dont 319 prêtres.